# Antônio José Mendes Faria
Antônio José Mendes Faria (Pedralva, 3 de março de 1955) é um advogado e político brasileiro radicado em São José dos Campos.

## Formação
Bacharel em Direito pela Universidade do Vale do Paraíba (UNIVAP), turma de 1979.

## Carreira política
Eleito suplente de vereador em seu primeiro pleito de 1977, chegou à câmara de São José dos Campos em 1982. Naquele ano o prefeito Joaquim Bevilacqua renunciou para concorrer à vaga de deputado federal, seguido pela renuncia do vice-prefeito Francisco Ricci.[carece de fontes?] Por essa situação o presidente da câmara José Luiz Carvalho de Almeida assumiu a prefeitura, possibilitando a ascensão de Antônio José.
Eleito para a legislatura seguinte com a quinta maior votação do município, trabalhou para chegar a presidência da câmara.[carece de fontes?]
Eram anos agitados e o prefeito eleito Robson Marinho renunciou para concorrer à vaga de Deputado Constituinte, deixando o comando do município para seu vice. Após o drama que ceifou o então prefeito Hélio Augusto de Souza, Antônio José deixou a presidência da Câmara de Vereadores ocupou o paço municipal de São José dos Campos entre 1986 até 1988 como prefeito.[carece de fontes?]

## Realizações
Em sua gestão foi concluída a consolidação da Fundação Hélio Augusto de Souza (FUNDHAS) de auxílio à criança e ao adolescente.
Foi também instituída a Guarda Civil Municipal com a função de vigilância e proteção das propriedades do município.